# ووادیسواف گودیک
ووادیسواف گودیک (لهستانی: Władysław Godik؛ ‏ ۱ آوریل ۱۸۹۲ – ۱۸ دسامبر ۱۹۵۲) بازیگر، خواننده و هنرمند کاباره اهل لهستان بود.
از فیلم‌هایی که وی در آن‌ها نقش داشته است، می‌توان به خیابان مرزی اشاره نمود.